# 19. век
19. век је почео 1. јануара 1801. и завршио се 31. децембра 1900.

## Догађаји
- Укинуто ропство у већини западних земаља.
- Наставља се пропадање Османског царства: независност Грчке, Србије, Црне Горе, Румуније, Бугарске.
- Борба за независност Латинске Америке доводе до стварања независних држава на територији бивше шпанске и португалске империје у Латинској Америци.
- Америчко-мексички рат и Амерички грађански рат, ширење САД према западу.
- Почетак индустријализације, прво у Енглеској, касније и у континенталној Европи као и у Северној Америци.
- Уједињење Немачке и Италије.
- Нови систем аустријског краљевства и већа самосталност Мађара унутар Аустроугарске
- Европско насељавање Аустралије и почетак колонијализације Африке. Колонизације неких делова Азије (Индија, Сибир, југоисточна Азија).

### 1800е
- 1800: удружење хирурга Енглеске је краљевским декретом проглашено за Краљевски хируршки колеџ Енглеске.
- 1800: почетак другог америчког великог буђења.
- 1801: Краљевина Велика Британија и Краљевина Ирска се спајају да би оформили Уједињено Краљевство Велике Британије и Ирске.
- 1801: Махараџа Ранџит Синг крунисан као краљ Империје Сик у Пенџабу.
- 1801–1815: Берберски рат између САД и берберских држава.
- 1803: Куповина Луизијане и почетак ширења САД према Пацифику.
- 1803: Прва Саудијска Држава покорава Меку приликом чека бивају уништена разна светилишта.
- 1804: Хаити стиче независност и постаје прва црначка република.
- 1804: Фрањо I оснива Аустријско царство.
- 1804–1810: Фулански рат у Нигерији.
- 1804–1813: Први српски устанак.
- 1805–1848: Мухамед Али Египатски модернизује Египат.
- 1806: Свето римско царство престаје да постоји одлуком Луневилског мира.
- 1807: Краљевина Велика Британија проглашава трговину робљем незаконитом.
- 1808–1809: Русија преузима Финксу од Шведске у Финском рату.
- 1808–1814: Шпанска герила у шпанском рату за независност.
- 1809: Наполеон расформирао Тевтонски ред.

### 1810е
- 1810: Основан Берлински универзитет, Први светски истраживачки универзитет. Међу његовим студентима били су Хегел, Маркс, и Бизмарк. Ова реформа Немачког Универзитета се показала толико успешном да је модел праћен широм света.
- 1810–20е: Већина латиноамеричких колонија се ослободила владавине Шпанске Империје и Португалске Империје након Мексичког рата за независност и Јужноамеричког рата за независност.
- 1812: Наполеонова инвазија на Русију је прекретница у Наполеоновим ратовима.
- 1812–1815: Англо-амерички рат између САД и Уједињеног Краљевства.
- 1813–1907: Велика игра - термин који означава надметање Британске империје и Руске Империје у контроли средње Азије.
- 1815: Бечки конгрес исцртава нове мапе Европе. Европски Склад покушава да очува ову поделу, али не успева због плиме либерализма и национализма која се раширила Европом.
- 1815: Наполеоновим поразом код Ватерлоа завршавају се Наполеонови ратови и долази до потписивања Британског мира који је трајао све до 1870.
- 1816: Година без лета
- 1816–1828: Зулу краљевство Шаке Зулуа постаје највеће у Јужној Африци.
- 1819: Британска Источноиндијска компанија преузима Сингапур од гусара.

### 1820е
- 1820: Америчко друштво за колонизацију је основало Либерију да би тамо слали ослобођене робове.
- 1821–1827: Грчка постаје прва земља која се издвојила из Османског царства након грчког рата за независност.
- 1823–1887: Британско царство анектира Бурму након три англо-бурманска рата.
- 1825: Ири каналом се повезују Велика језера са Атлантским океаном.
- 1826–1828: Након последњег руско-персијског рата, Персијско царство враћа територије које је изгубило у претходним ратовима са Русијом.
- 1825–1828: Аргентинско-бразилски рат се завршава независношћу Уругваја.

### 1830е
- 1830: Мормонска црква је основана 6. априла 1830.
- 1830: Након Белгијске револуције у Уједињеној Краљевини Низоземској створена је Белгија.
- 1830: Велика Колумбија се распала и од ње су се формирале Колумбија (са данашњом Панамом), Еквадор, и Венецуела.
- 1831: Француска окупира Алжир.
- 1833: Акт о укидању ропства забрањује ропство широм Британске империје.
- 1833–1876: Карлистички ратови у Шпанији.
- 1834: Званични крај шпанске инквизиције.
- 1834–1859: Устанак имама Шамила против руске окупације Кавказа.
- 1835–1836: Тексашка револуција у Мексику доводи до стварања краткотрајне Републике Тексас.
- 1837–1838: Канадски устанци.
- 1837–1901: Владавина британске краљице Викторије - врхунац Британске империје назван викторијанска ера.
- 1838—1840: Грађански рат у Федералној Републици Центроамерике доводи до стварања Гватемале, Салвадора, Хондураса, Никарагве и Костарике.
- 1839—1851: Уругвајски грађански рат
- 1839—1860: Након два опијумска рата, Француска, Уједињено Краљевство, САД и Русија добијају много уступака од Кине што доводи до опадања моћи династије Ћинг.

### 1840е
- 1840: основан Нови Зеланд, потписивањем Ваитанги договора између Маора и Британаца.
- 1844: прва јавна телеграфска линија постављена између Балтимора и Вашингтона - слањем прве поруке 24. маја започиње доба телеграфа.
- 1844: Милеристички покрет најављује Други Исусов долазак за 22. октобар. Будући да се Исус није појавио овај догађај је познат као Велико разочарење.
- 1844: Персијски пророк Баб оснива Бабизам. Сматра се претходником Бахауле, оснивача Бахаизма.
- 1844: Доминикански рат за независност против Хаитија.
- 1845: Уједињење Краљевине Тонга под Тауфахауом (Краљ Џорџ Тупу I)
- 1845–1849: Велика глад у Ирској доводи до масовне емиграције.
- 1846–1848: Мексичко-америчким ратом Мексико заузима велики део територије данашњег југа САД.
- 1846–1847: Мормонска миграција ка Јути.
- 1847–1901: Јукатански рат касти.
- 1848: објављен Комунистички манифест.
- 1848: Револуције 1848. широм Европе
- 1848—1858: Калифорнијска златна грозница

### 1850е
- 1850: завршило се Мало ледено доба.
- 1851–1860: Викторијска златна грозница у Аустралији
- 1851–1864: Револуција великог мира у Кини - сматра се најкрвавијим сукобом века.
- 1854: Кангавском конвенцијом Јапан званично укида сакоку.
- 1854–1856: Кримски рат између Француске, Уједињеног Краљевства, Османског царства и Русије
- 1855: Бесемеров процес омогућава масовну производњу челика.
- 1856: прва рафинерија нафте у свету отворена у Румунији
- 1857–1858: Индијски устанак
- 1859: објављено Порекло врста.

### 1860е
- 1861–1865: Амерички грађански рат између Уније и отцепљене Конфедерације
- 1861: Руска либерална реформа ослобађа кметове.
- 1861–1867: Француско-мексички рат
- 1862–1877: Дунганска побуна на северозападу Кине.
- 1863: након оснивања Црвени крст усваја Прву женевску конвенцију 1864.
- 1863–1865: Пољски устанак против Руске Империје.
- 1864—1866: Шпанско-јужноамерички рат - шпански покушај да поврати бивше колоније.
- 1864—1870: Парагвајски рат окончава парагвајске амбиције о ширењу.
- 1865—1877: Реконструкција у САД.
- 1866: успешно успостављање прекоокеанске телеграфске везе након неуспеха 1858.
- 1866: Аустријско-пруски рат се завршава распадом Немачке конфедерације и стварањем Севернонемачке конфедерације и Аустроугарске двојне монархије.
- 1866 — 1868: Велика финска глад.
- 1866—1869: након Меиџи обнове, Јапан започиње са програмом брзе модернизације.
- 1867: САД купује Аљаску од Русије.
- 1867: формира се Канадска Конфедерација.
- 1869: Прва трансконтинентална железница отворена у САД.
- 1869: Суецки канал повезује Медитеран и Црвено море.

### 1870е
- 1870—1871: Француско-пруски рат се завршава стварањем Немачког царства и уједињењем Италије, колапсом Другог француског царства, кршењем Британског мира и појавом Новог империјализма.
- 1871 — 1872: глад у Ирану је проузроковала смрт 2 милиона људи.
- 1871 — 1914: Друга индустријска револуција
- 1870е-90е: Велика економска криза у Западној Европи и Северној Америци.
- 1872: основан је Јелоустоунски национални парк.
- 1873: објављена Максвелова Студија о електрицитету и магнетизму.
- 1874: распуштање Британске источноиндијске компаније.
- 1874 — 1875: Прва шпанска република.
- 1875 — 1900: 26 милиона Индијаца умире од глади.
- 1876: Бугарски априлски устанак против Османског царства.
- 1876 — 1879: 13 милиона људи умире у Кини од глади.
- 1876 — 1914: масивна експанзија популације, територије, индустрије и добара у САДу названа Позлаћено доба.
- 1877: Велики штрајк железница у САД се сматра првим националним штрајком радника.
- 1877—1878: Берлинским конгресом након још једног Руско-турског рата велики део Балкана ослобођен је Османског царства.
- 1878: прва телефонска станица отворена у Конектикату.
- 1879: Британско-зулу рат у Јужној Африци.

### 1880е
- 1880 — 1881: Први бурски рат.
- 1881: прва електрана и трафо станица у Годалмингу, Британија
- 1881 — 1899: Махдијски рат у Судану.
- 1883: ерупција вуклана Кракатау.
- 1884—1885: Берлинска конференција о Африци. Земље учеснице се залажу за забрану трговине робљем.
- 1884—1885: Кинеско-француски рат доводи до формирања Француске Индокине.
- 1886: Руско-черкешки рат се завршио поразом и протеривањем многих Черкеза. Пораз имама Шамила.
- 1888: Укидање ропства у Бразилу.
- 1889: Хадрат Мирза Гулам Ахмад оснива исламску заједницу Ахмадија.
- 1889: Крај Бразилског царства и почетак Републике Бразил

### 1890e
- 1890: Масакр код Рањеног кољена је била последња битка Индијанских ратова. Овај догађај представља крај Дивљег Запада.
- 1894—1895: Након Првог кинеско-јапанског рата, Кина препушта Тајван Јапану и гарантује да ће Јапан имати одрешене руке у Кореји.
- 1895 — 1896: Етиопија поражава Италију у Првом италијанско-етиопском рату.
- 1896: Олимпијске игре обновљене у Атини.
- 1896: Клондајчка златна грозница у Канади.
- 1897: Гоџонг, или Император Гвангму, успоставља краткотрајно Корејско царство: трајало је до 1910.
- 1898: САД задобија контролу над Кубом, Порториком и Филипинима након Шпанско-америчког рата.
- 1898 — 1900: Алијанса осам земаља сузбија Боксерски устанак у Кини.
- 1898 — 1902: Избија Хиљадудневни рат у Колумбији између "Liberales" (либерали) и "Conservadores" (конзервативци), и кулминира губитком Панаме 1903.
- 1899: почиње Други бурски рат (-1902); почиње Филипинско-амерички рат (-1913).

## Значајне личности
- Џон Сноу - изумитељ епидемиологије
- Седећи Бик - тетонски поглавица Сијукса

### Антропологија
- Левис Хенри Морган
- Карл Вернер
- Франц Боас

### Сликарство
Реализам и романтизам у раном 19. веку доводе до импресионизма и постимпресионизма у другом делу 19. века. Париз постаје уметнички центар света.
- Пол Сезан
- Едгар Дега
- Ежен Делакроа
- Каспар Давид Фридрих
- Винсент ван Гог
- Андре Теодор
- Жан Огист Доминик
- Едуар Мане
- Клод Моне
- Камиј Писаро
- Пјер Огист Реноар
- Анри де Тулуз

### Музика
Соната током класичне ере сазрева као примарна форма у инструменталним композицијама током 19. века. Велики део музике се убраја под романтичну музику.
- Ектор Берлиоз
- Жорж Бизе
- Александар Бородин
- Клод Дебиси
- Ђузепе Верди
- Јоханес Брамс
- Јохан Штраус Старији
- Јохан Штраус Млађи
- Антон Брукнер
- Антоњин Дворжак
- Франц Лист
- Феликс Менделсон
- Модест Мусоргски
- Франц Шуберт
- Фредерик Шопен
- Лудвиг ван Бетовен
- Петар Чајковски
- Николо Паганини
- Роберт Шуман

### Књижевност
- Емили Бронте
- Џорџ Гордон Бајрон
- Франсоа Рене де Шатобријан
- Шарлота Бронте
- Браћа Грим
- Кејт Чопин
- Самјуел Тејлор Колериџ
- Емили Дикинсон
- Александар Дима Отац
- Ралф Уалдо Емерсон
- Гистав Флобер
- Јохан Волфганг Гете
- Лав Толстој
- Николај Гогољ
- Натанијел Хоторн
- Фридрих Холдерлин
- Фридрих Хајне
- Ђакомо Леопарди
- Алесандро Манцони
- Хенри Џејмс
- Стефан Маларме
- Херман Мелвил
- Фјодор Достојевски
- Александар Пушкин
- Артур Рембо
- Жорж Санд
- Мери Шели
- Стендал
- Роберт Луис Стивенсон
- Херијет Бичер Стоу
- Пол Верлерн
- Вилијам Вордсворт
- Алфред Тенисон
- Емил Зола

### Наука
- Амадео Авогадро
- Анри Бекерел
- Александар Грејам Бел
- Лудвиг Болцман
- Луј Брај
- Роберт Бунзен
- Марија Кири
- Пјер Кири
- Луј Дагер
- Мајкл Фарадеј
- Михајло Пупин
- Леон Фуко
- Готлоб Фреге
- Карл Фридрих Гаус
- Ернст Хекел
- Хајнрих Херц
- Александар фон Хумболт
- Николај Лобачевски
- Вилијам Томсон
- Роберт Кох
- Јустус фон Либиг
- Џејмс Клерк Максвел
- Грегор Мендел
- Дмитриј Мендељејев
- Жозеф Нисифор Нијепс
- Алфред Нобел
- Луј Пастер
- Бернхард Риман
- Никола Тесла
- Жан Франсоа Шамполион

### Филозофија ирелигија
- Баб
- Михаил Бакуњин
- Серен Киркегор
- Карл Маркс
- Фридрих Енгелс
- Џон Стјуарт Мил
- Фридрих Ниче
- Рамакришна
- Анри Сен-Симон
- Вилијам Морис
- Артур Шопенхауер

### Политика
- Ото фон Бизмарк
- Наполеон I Бонапарта
- Наполеон III Бонапарта
- Џеферсон Дејвис
- Жозеф Фуше
- Ђузепе Гарибалди
- Вилијам Гледстон
- Јулисиз Симпсон Грант
- Теодор Херцл
- Ендру Џексон
- Томас Џеферсон
- Симон Боливар
- Лајош Кошут
- Бенџамин Дизраели
- Роберт Ли
- Абрахам Линколн
- Муцухито
- Иштван Сечењи
- Викторија Хановерска
- Клеменс Венцел фон Метерних

## Открића
- Телефон (Александар Грејам Бел)
- Парна локомотива (Ричард Тревитик)
- Аутомобил (Карл Бенц)
- Бензински мотор (Готлиб Дајмлер)
- Дизел мотор (Рудолф Дизел)
- Грамофон (Емил Берлинер)
- Филм (Браћа Лимијер)
- Фотографија (Нисефор Нијепс)
- Сијалица (Томас Алва Едисон)
- Електрична струја (Никола Тесла)
- Радио-таласи (Хајнрих Херц)
- Радијум и полонијум (Марија Кири и Пјер Кири)
- Лекови против беснила и туберкулозе (Луј Пастер и Роберт Кох)
- Периодни систем елемената (Дмитриј Иванович Мендељејев)
- X-зраци (Вилхелм Конрад Рендген)